# Димитар Цвєтков Владимиров
Димитар Цвєтков Владимиров (нар. 26 березня 1949, Софія, Болгарія) — болгарський дипломат, надзвичайний і Повноважний Посол Болгарії в Україні.

## Біографія
Народився 26 березня 1949 року в місті Софія. Закінчив Софійський технічний університет. Вивчав бізнес адміністрування та менеджмент в Німеччині та наукову торгово-економічну інформацію в країнах СНД. Володіє англійською, російською, українською мовами.
У 1973—1990 — займав різні адміністративні посади в управлінні м. Софія. Був обраний мером міста Софія.
У 1990—1993 — віце-президент Поліметімпортекспорту — державної зовнішньоторговельної компанії у галузі кольорової металургії.
У 1993—1999 — виконавчий директор ТОВ «Динексим» — приватної компанії, що обслуговує комерційні банки в Республіці Болгарія.
У 1999—2003 — генеральний представник «Булгартабак» в Україні.
З 2003 року він був повноважним міністром в Посольстві Болгарії в Україні в серпні 2006 року Тимчасовий повірений у справах Болгарії в Києві.
З червня 2007 року призначений Надзвичайним і Повноважним Послом Республіки Болгарія в Україні.